# 임영찬
임영찬(林英贊, 1893년 10월 17일 ~ ?)은 일제강점기의 법조인으로, 본적은 경상남도 부산부 영창동이다.

## 생애
1901년 3월 공립부산개성학교 중등과를 졸업하고, 관비 유학생 자격으로 일본 도쿄로 유학했다. 1903년 10월 연수학관(硏數學館) 고등과를 졸업했고, 같은 해 11월 공립부산개성학교 교사로 임명되었다. 1909년 7월 일본 메이지 대학 법학부를 졸업했고, 1909년 7월부터 12월까지 히로시마 시립 외국어 학교 촉탁 교사를 역임했다. 대구공소원 서기(1910년 2월 임명)와 대구지방법원 서기 겸 통역생(1912년 임명)을 역임했으며, 광주지방법원 고부지청(1912년 12월 2일 임명)과 광주지방법원 정읍지청(1914년 4월 1일 임명)에서 판사로 근무했다.
해주지방법원(1914년 5월 12일, 1924년 12월 15일 임명)과 공주지방법원(1915년 12월 15일, 1922년 8월 17일 임명), 광주지방법원 목포지청(1919년 3월 7일, 1938년 4월 20일 임명), 광주지방법원(1921년 2월 7일, 1939년 9월 21일 임명), 신의주지방법원(1925년 7월 8일 임명), 평양지방법원(1928년 5월 3일 임명), 전주지방법원 군산지청(1934년 7월 13일 임명), 대구지방법원 및 대구지방법원 김천지청(1936년 9월 30일 임명)에서 검사로 근무했으며, 조선총독부 검사 재직 시절 항일 독립 운동 관련자 수사 및 기소에 참여했다.
1924년 9월 27일 일본 정부로부터 훈6등 서보장, 1929년 10월 25일 훈5등 서보장, 1935년 10월 8일 훈4등 서보장을 받았고, 1935년 10월 8일 조선총독부 시정 25주년 기념 표창자로 선정되어 은배 1조를 받았다. 1942년 7월 23일 휴직 상태에 있던 도중 지방 선거 취체 규칙 위반 혐의로 징역 3년형을 선고받고 모든 관직을 박탈당했다.
민족문제연구소의 친일인명사전 수록자 명단의 사법 부문, 친일반민족행위진상규명위원회가 발표한 친일반민족행위 705인 명단에 포함되었다.

## 참고자료
- 친일반민족행위진상규명위원회 (2009). 〈임영찬〉. 《친일반민족행위진상규명 보고서 Ⅳ-15》. 서울. 153~166쪽.